# ها جوو هي
ها جوو هي (بالكورية: 하주희)‏ ولدت في 18 سبتمبر 1982 هي ممثلة وعارضة أزياء ومسلية كورية جنوبية. ظهرت لأول مرة كعارضة أزياء في مجلة سيندي ذا بيركي في سبتمبر 2001. وظهرت لأول مرة كممثلة بعد ظهورها بالدور جونكو في المسلسل التلفزيوني الكوري الجنوبي ألف سنة من الحب عام 2003.

## روابط خارجية
- ها جوو هي على موقع IMDb (الإنجليزية)
- ها جوو هي على موقع قاعدة بيانات الفيلم (الإنجليزية)